# Сільський округ імені Токмаганбетова
Сільський округ імені Токмаганбе́това (каз. Тоқмағанбетов ат. а. ауылдық округі, рос. Сельский округ имени Токмаганбетова) — адміністративна одиниця у складі Сирдар'їнського району Кизилординської області Казахстану. Адміністративний центр та єдиний населений пункт — село імені Аскара Токмаганбетова.
Населення — 1477 осіб (2021; 1569 у 2009, 1684 у 1999, 1457 у 1989).
Станом на 1989 рік існувала Кизилтуська сільська рада (село 27 Партз'їзду, селище Роз'їзд 9). 2018 року було ліквідовано селища Роз'їзд 8 та Роз'їзд 9, включивши його до складу села імені Аскара Токмаганбетова.

## Склад
До складу округу входять такі населені пункти:
| Населений пункт                   | Колишні назви          | Населення, осіб (1989) | Населення, осіб (1999) | Населення, осіб (2009) | Населення, осіб (2021) |
| --------------------------------- | ---------------------- | ---------------------- | ---------------------- | ---------------------- | ---------------------- |
| імені Аскара Токмаганбетова, село | 27 Партз'їзду, Кизилту | 1198                   | 1586                   | 1521                   | 1477                   |
| Роз'їзд 8, станційне селище       | -                      | -                      | 16                     | 14                     | -                      |
| Роз'їзд 9, станційне селище       | -                      | 259                    | 82                     | 34                     | -                      |